# Kapo (Mitología)
En la mitología hawaiana, Kapo es la diosa de la fertilidad, la brujería y las artes oscuras que podía asumir la forma que quisiera. Es la madre de Laka, aunque algunas versiones la identifican como la misma diosa. Es la hermana de Kāne Milohai, Kamohoaliʻi, Pele, Nāmaka y Hiʻiaka.
Kapo también tiene una vagina desmontable, que una vez usó como señuelo para ayudar a su hermana Pele a huir del celoso Kamapu'a. 

## Kapo en la mitología
Salvó a Pele de ser violada por Kama-pua'a mandándole su vagina voladora (kohe lele) como señuelo. Kama la siguió hasta el Koko Head, Oahu, donde dejó una huella. Más tarde, Kapo lo escondió en el valle Ka-lihi.

"Cuando los hawaianos sueñan con una mujer sin vagina, es Kapo...a menos que una médium poseída por Kapo vista una proyección de hoja ti, ella está en peligro de tener desgarrada esta parte del cuerpo"

""Kapo, hermana de los dioses del árbol venenoso de Maunaloa y con dominio en las artes de la medicina herbolaria y brujería, enseña Ke-ao-melele en el campo de baile cerca de Waolani en el valle Nu'uanu hasta que pueda bailar en los cielos y más allá del mar"

"Kapo fue invocada por kahuna como Kapo’ulakina’u (Kapo de manchas rojas) cuando devolvía la maldad sobre alguien"

## Kapo en la geografía
"Kohelepelepe (Crater volcánico; O'ahu.) "Labios menores" (una huella que se dice que dejó la vagina voladora de Kapó...; este nombre fue... cambiado - quizás por misioneros - al nombre actual Koko...."Sangre"....)"

"El cráter Koko Head Crater era Kohelepelepe. Es el hawaiano por "vulva bordeada". El crater es la huella de la vulva de Kapo...era una vulva voladora, y Kapo la usó para atraer aquí al dios cerdo. Voló de aquí a Kalihi.. ..."